# Heino von Broesigke (Beamter)

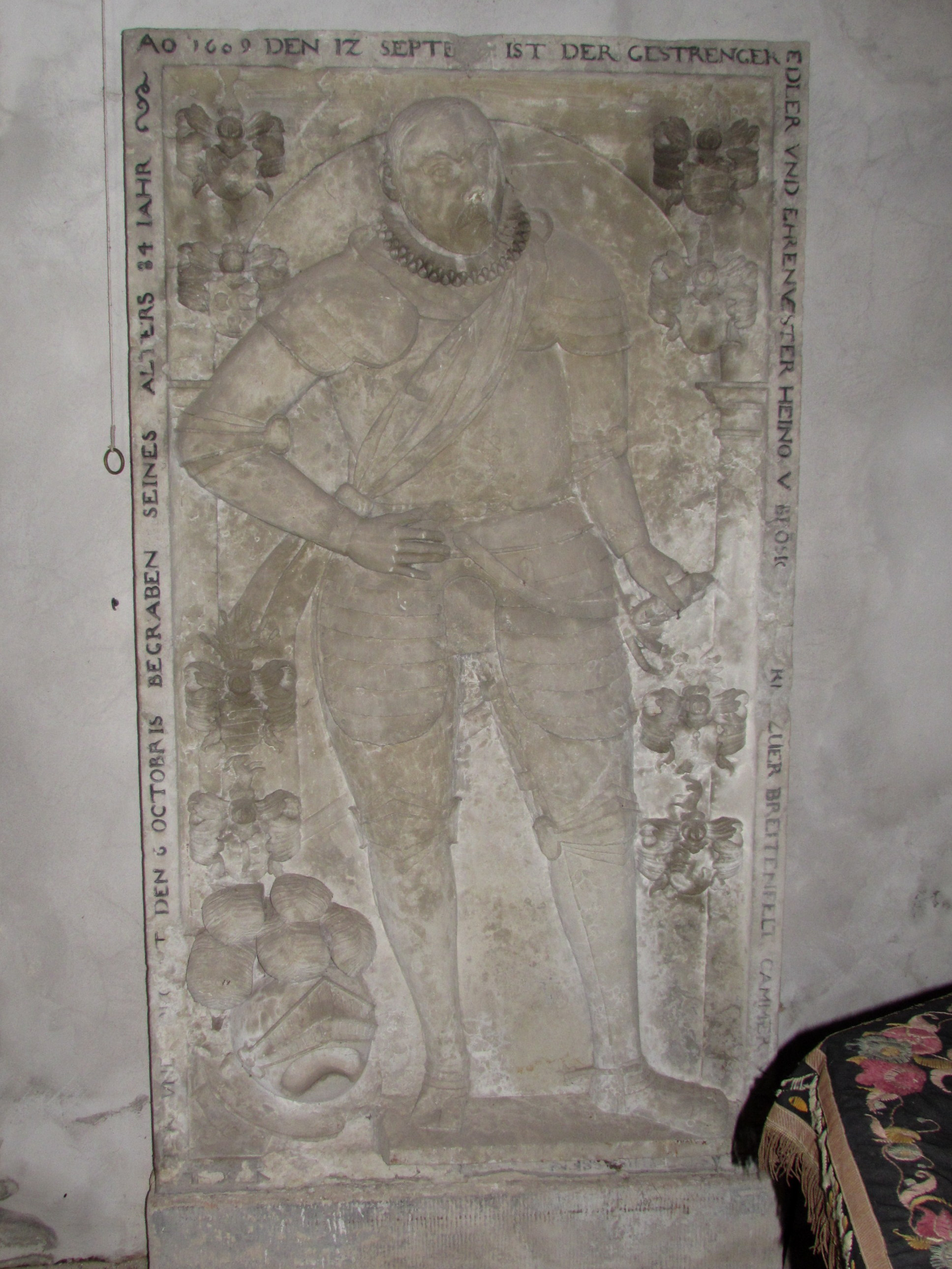
Grabplatte mit der reliefartigen Darstellung Heino von Broesegkes in der Dorfkirche Ketzür

Heino von Broesigke, auch Heino von Brösigke, (* 1525; † 12. September 1609 in Ketzür) war ein deutscher Beamter, Militär und Besitzer des Ritterguts Ketzür. Er stammte aus der alten märkischen Adelsfamilie von Broesigke.

## Leben
Heino war Sohn von Wolf von Broesigke († 1532) und dessen Frau Anna, geborene von Königsmarck. Verheiratet war er mit Ursula Elisabeth, geborene von Hake auf Karpzow, mit der er mehrere Söhne und Töchter hatte. Er war unter anderem Gutsherr von Ketzür, Gortz, Riewend und weiterer Dörfer des westlichen Havellandes. Auch hatte er Besitzungen im kursächsischen Breitenfeld bei Leipzig und Radegast im Fürstentum Anhalt südlich von Halle.
Von Broesigke stand unter anderem in Diensten des Erzbistums Magdeburg als Amtshauptmann in Querfurt, Giebichenstein und Rothenburg. 1572 wechselte er als Rat in den Dienst des Kurfürstentums Brandenburg. Weiterhin war er Amtshauptmann von Lehnin. Als Militär stand er zunächst in kaiserlichem Dienst, wechselte aber ebenfalls in kurfürstlich brandenburgischen und später noch herzoglich sächsischen. Als Heino 1609 starb, war er Hofschenk des Kurfürstentums Brandenburg.

## Familie
Er heiratete 1563 Ursula Elisabeth Anna von Hake (* 1538; † 4. September 1598), die Tochter von Matthias III. von Hake († 1547), Herr auf Buchow-Karpzow, und der Hippolyta von Ribbeck (* 1521). Das Paar hatte folgende Kinder:
- Hyppolita (1568–1606) ⚭ 13. Mai 1582 Hans von Rochow (1550–1622), Amtshauptmann zu Zinna, Herr auf Plessow[3]
- Maria (1576–1612) ⚭ 1593 Bernhard (Benno) Friedrich Brandt von Lindau (1571–1625), Herr auf Wiesenburg, Belzig, Glochwitz, Hohen- und Lüttgen-Zias, Lochow, Mostpfuhl und Klein-Glien
- Katharina (1581–1650) ⚭ Hans Georg I. von Ribbeck (1577–1647)
- Elisabeth ⚭ Heinrich von Krosigk
- Ottilia ⚭ Andreas (IV.) von Hake († 1610)
- Dietrich (1573–1639) ⚭ Agnes von Schlieben († 1632)
- Friedrich ⚭ N.N.

## Epitaph

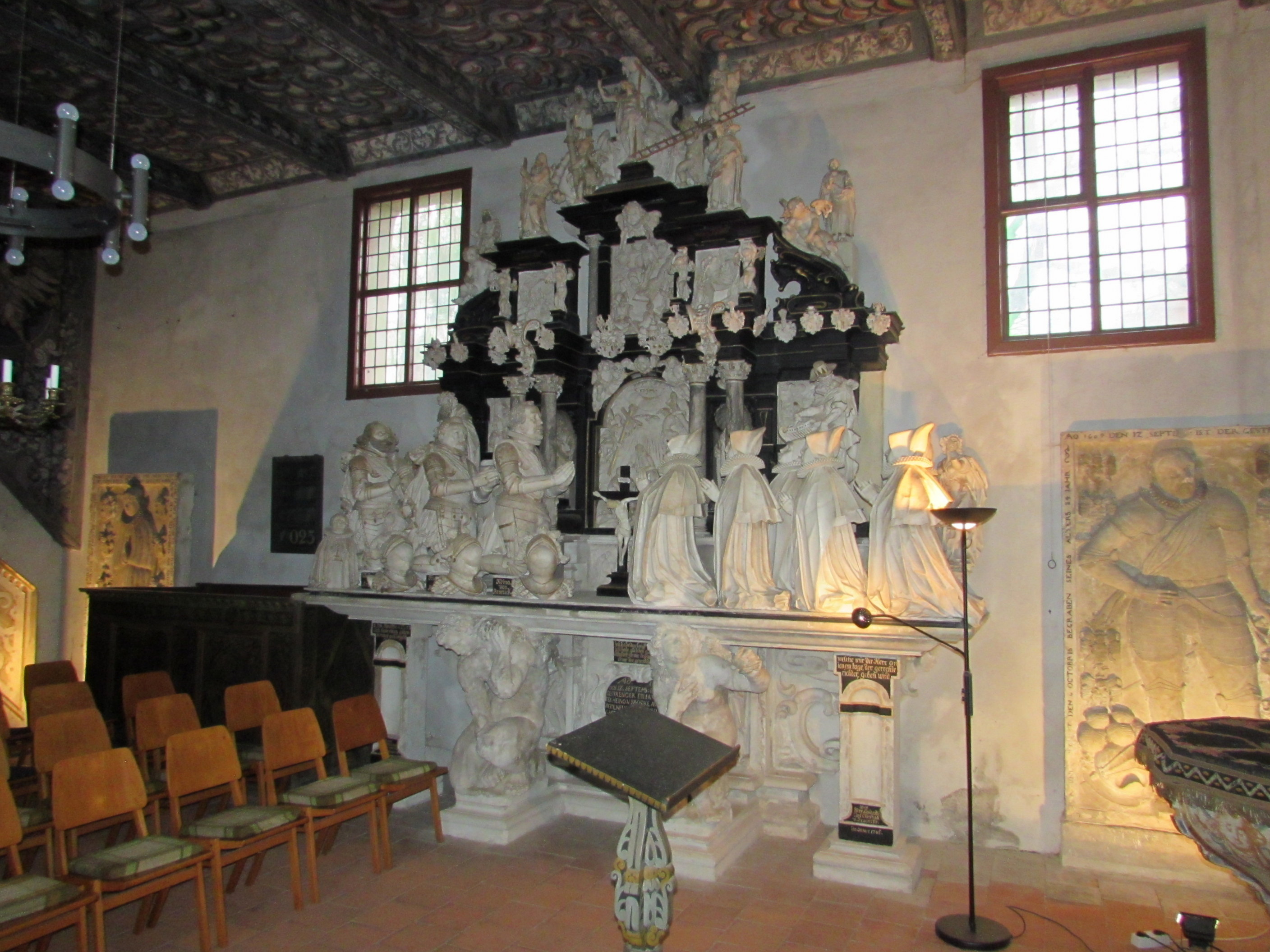
Epitaph im Chorraum der Dorfkirche Ketzür

Am 16. Oktober 1612 wurde für Heino von Broesigke in Magdeburg beim Bildhauer Christoph Dehne für 1100 Taler ein
eindrucksvolles Epitaph in Auftrag gegeben, das dieser bis 1613 verwirklichte und welches sich im Chorraum der Dorfkirche Ketzür befindet. Als Rittergutsbesitzer in Ketzür hatten die Broesigkes auch das dortige Kirchenpatronat inne.
Das Epitaph wurde aus Sandstein aus Pirna, Alabaster aus Nordhausen und aus Marmor gefertigt und in Teilen vergoldet. Es zeigt zehn kniende und betende Figuren auf einer von Adam und Eva getragenen Platte vor einem Hauptrelief. Vier männliche befinden sich auf der linken, sechs weibliche auf der rechten Seite des Werkes. Die männlichen Figuren stellen Heino und seine Söhne Friedrich und Dietrich in Kürass mit Helm ab zum Gebet und den kindlichen Thomas dar. Die weiblichen Figuren sind Heinos Ehefrau Ursula Elisabeth und die Töchter Hyppolita, Maria, Anna, Elisabeth und Katharina.
Das Hauptrelief zeigt verschiedene biblische Szenen. So sind die Vision des Ezechiel, die Geißelung Christi und Gethsemane dargestellt, welche von Figuren des Moses und Davids flankiert werden. Weiter finden sich Aposteldarstellungen, Tugendstatuetten und die vier Evangelisten.